# Antoni Puig i Gairalt

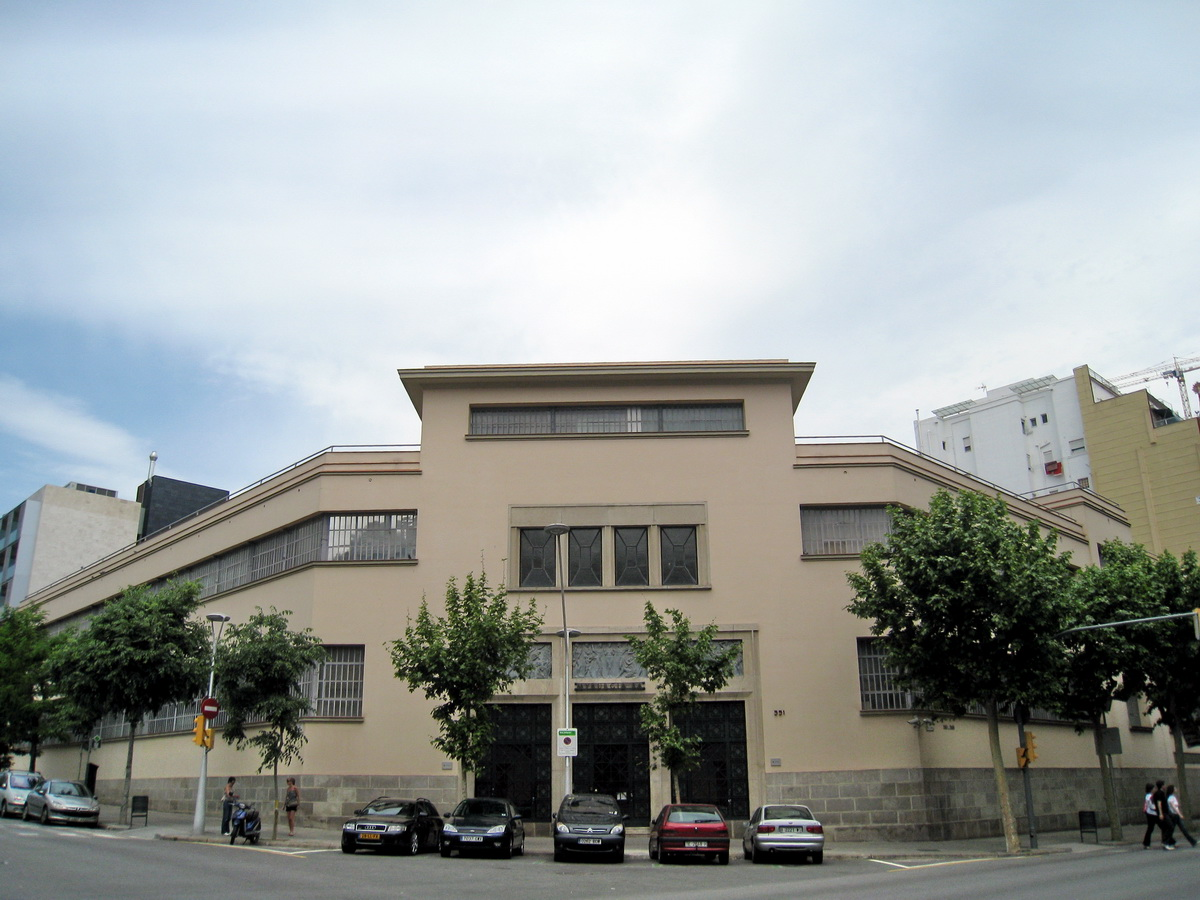
La fábrica Myrurgia de 1929

Antoni Puig i Gairalt (Hospitalet de Llobregat, Barcelona, 28 de agosto de 1887 -- Barcelona, 1935) fue un arquitecto y músico español.

## Biografía
Era hermano del también arquitecto Ramon Puig i Gairalt, con quien colaboró en alguna intervención. Sus estudios inicialmente fueron de música en el Conservatorio del Liceo y de pintura en la escuela de arte de Francesc d'Assís Galí. Terminó los estudios de arquitectura en 1918, si bien no abandonó nunca su vinculación con la música.
Situado en el periodo del novecentismo, trató de reencontrar un estilo genuinamente catalán y clásico a la vez. De este periodo son el Casal del Molí Vell en Gelida (1920-1921) y la Casa Guarro en Sarriá (1921-1923).
En la segunda mitad de los años 20 se identificó con el art déco, que plasmó en la calle Ancha 46 (1923-24) y en la Vía Layetana 6 (1926-1928), ambas de Barcelona. En Sabadell construyó en 1925 una casa con negocio de venta de automóviles para Antoni Oliver, hermano de Pere Quart, en estilo de influencias art déco.
Su obra más destacada es la fábrica Myrurgia de Barcelona (1928-1930) por la que ganó el concurso anual de edificios artísticos en su última edición. Fue encargada por Esteve Monegal, propietario de la industria perfumera y hombre del novecentismo. Este proyecto había sido expuesto en la muestra de arquitectura organizada por los miembros del GATCPAC en las Galerías Dalmau de Barcelona en abril de 1929.
Colaboró con Josep Clarà en el monumento de España en Uruguay (Montevideo, 1932).
Es el autor de las casas de Pau Casals en San Salvador (Bajo Panadés) y de Eugeni Xammar en La Ametlla, de la casa Cervelló en Begas, de un anteproyecto de aeropuerto para Barcelona (1932), y el chalet de Conxita Puig en Castelldefels (1932).
Como músico, interpretó al piano obras de Robert Schumann, Wolfgang Amadeus Mozart, César Franck y sobre todo de Johann Sebastian Bach. Actuaba como solista o acompañante de Pau Casals o Mercè Plantada o a cuatro manos con Wanda Landowska.
Fue fundador y vicepresidente de la Asociación de Música de Cámara de Barcelona (1929).
Murió en 1935 y está enterrado en Sant Genís dels Agudells.